# Kuldīga (novads)
Kuldīga est un novads de Lettonie, situé dans la région de Courlande. Il borde les communes de Ventspils, Talsi, Tukums, Saldus et l'isthme de Courlande méridionale. Sa superficie est de 2 505,2 km2 et il compte 27 736 habitants en 2021.Son chef-lieu est Kuldīga.

## Histoire
La municipalité actuelle est créée le 1er juillet 2021 par la fusion des municipalités d'Alsunga, de Skrunda et de l'ancienne municipalité de Kuldyga. Le territoire de la municipalité correspond aux limites du district de Kuldyga, qui existait avant la réforme administrative et territoriale de 2009.
L'ancienne municipalité de Kuldīga avait été formée à partir d'une partie du district de Kuldīga lors de la réforme de 2009. Elle était divisée en 13 communes et 1 ville, avait une superficie de 1 757,4 km2 et comptait 21 907 habitants en 2021.

## Composition
La commune est divisée en deux villes, Kuldīga et Skrunda, et 18 pagasts :
| - Alsunga - Ēdole - Gudenieki - Īvande - Kabile - Kurmāle | - Laidi - Nīkrāce - Padure - Pelči - Raņķi - Renda | - Rudbārži - Rumba - Skrunda (pagast) - Snēpele - Turlava - Vārme |